# NGC 6894
NGC 6894 é uma nebulosa planetária na direção da constelação de Cygnus. O objeto foi descoberto pelo astrônomo William Herschel em 1784, usando um telescópio refletor com abertura de 18,6 polegadas. Devido a sua moderada magnitude aparente (+12,3), é visível apenas com telescópios amadores ou com equipamentos superiores. 